# Johan Eskild de Falsen (justitsråd)
 Der er flere personer med dette navn, se Johan Eskild de Falsen.
Johan Eskild de Falsen (1689 – 1758) var en dansk godsejer, bror til Enevold de Falsen.

## Virke
Han var søn af Falle Petersen (1625-1702) til Østrupgård, blev medlem af Kommercekollegiet, kommerceråd og slutteligt justitsråd. Sammen med sin bror blev han ved patent af 18. august 1758 adlet som tak for tjenester for kongen, da han "i seneste Krig havde gjort sig fortjent til Søs". Han døde senere samme år.
Falsen købte på auktion i 1722 herregården Søbo, hvor han moderniserede hovedbygningen for midler, han havde fået i sit andet ægteskab. 10. oktober 1753 fik et interessentskab, hvori de Falsen deltog, kgl. privilegium på at oprette et sæbesyderi og en oliemølle i Odense. De andre deltagere var borgmester Wolrat Holm og købmand Peter Eilschov.

## Ægteskab og børn
Han blev gift første gang 1725 med Margrethe Maria Frawn (1689-1729) og anden gang med Johanne Tommerup (1710-1740).
Falsen havde kun døtre. Margrethe Marie de Falsen (12. maj 1730 - 8. maj 1795) arvede Søbo og ægtede Carl Leopold von Scherewien og siden Johan Andreas Cramer, mens Sophie Amalie de Falsen (død 18. august 1808) blev gift med sin fætter, generalkrigskommissær Johan Eskild de Falsen.